# Hori Ryūjo
Hori Ryūjo (jap. 堀 柳女, wirklicher Name Yamada Matsue (山田 松枝); * 25. August 1897 Präfektur Tokio; † 9. Dezember 1984) war eine japanische Puppenmacherin, die als solche 1955 zum Lebenden Nationalschatz in der Kategorie: Puppenfertigung ernannt wurde.

## Leben
Ryūjo wurde 1897 als dritte Tochter einer Familie aus dem früheren Sakura-Lehen in Tokio geboren. Ursprünglich wollte sie Malerin werden, doch ihre Pläne änderten sich, als sie mit der Puppenherstellung in Berührung kam und zusammen mit Takehisa Yumeji einen Klub (人形制作グループ) zur Puppenfertigung gründete. 1934 gründete sie mit den Puppenmachern Noguchi Mitsuhiko (1896–1977) und Kagoshima Juzō (1898–1982) die Kōjutsukai (甲戌会), wodurch sie die Puppenherstellung in Bewegung brachten.
Hori spezialisierte sich auf die Herstellung von „Ishō-Puppen“ (衣裳人形, ~ ningyō, wörtlich etwa: Puppen in prächtiger Garderobe). 1950 wurde sie als erste Frau Mitglied des Preiskomitees der „japanischen Gesellschaft für Kunsthandwerk“ (日本工芸会; Nihon kōgeikai). Zu ihren Hauptwerken gehört das Werk „Toro“ (瀞, Serenity), das neben anderen im Nationalmuseum für moderne Kunst in Tokio gezeigt wird.

## Abbildung
- „Toro“ im Nationalmuseum

## Ausstellungen
- 2005 Hori Ryūjo Exhibition (堀 柳女)[2]